# Cipriano Aguilar
Cipriano Aguilar Fernández (Lima, c. 1770 - ¿Lima?, después de 1845) fue un religioso agustino, compositor y maestro de capilla del virreinato del Perú.

## Vida
Se desconoce la fecha de nacimiento de Aguilar, pero se conoce la fecha de su bautismo, el 30 de marzo de 1773, posiblemente en la iglesia del Sagrario de Lima. La fecha proviene de su acta de profesión como religioso agustino porque no se ha encontrado su partida de bautismo. Al parecer tenía unos 3 años cuando fue bautizado, por lo que también es posible que naciese fuera de Lima. Era hijo de Pasqual Aguilar y Ventura Fernández.
El 22 de mayo de 1788 hizo profesión como religioso agustino en el convento de San Agustín de Lima, por lo que en esa fecha tenía más de dieciocho años, edad mínima para ingresar en la orden. El hecho hace pensar en que debió entrar como postulante a los quince años, por lo que pudiese haber recibido su formación musical en el mismo convento, lo que abre la posibilidad de que estudiase con José de Artieda, el maestro de capilla del convento, o con Gabriel de Sotomayor. Aguilar no llegó a ordenarse sacerdote, manteniéndose como hermano lego.
Se desconoce las fechas en las que ejerció de maestro de capilla del convento agustino limeño, pero se sabe que lo fue con seguridad entre 1826 y 1845. También fue maestro de música para niños, en la Academia de Música adjunta al convento. Fue maestro de algunos músicos de importancia, entre los que destacan José Ignacio Cadenas y José Bernardo Alcedo, que posteriormente sería maestro de capilla de la Catedral de Santiago de Chile.
Cipriano seguramente tuvo influencias de la ilustración española, sobre todo por el padre Feijoo, y, a través de él, por la ilustración francesa, ya que se había obras de Voltaire en la biblioteca conventual. Como tantos otros religiosos, Aguilar fue acomodaticio con la independencia y participó en el concurso para la creación del himno nacional de José de San Martín, aunque sin éxito.
El nuevo gobierno republican había estado promocionando las exclaustraciones para conseguir clero secular que pudiese hacer las funciones de párroco «doctrinero» en regiones alejadas con la publicación del Reglamento de Reforma de los Regulares en 1826. La idea era conseguir agentes del estado en regiones remotas, ya que el doctrinero a menudo ejercía tácitamente las funciones de alcalde y juez. En 1827 Aguilar escribía desde Ica solicitando su exclaustración, «debido a la holgura con que se manejó fuera del convento». Para entonces ya tenía una cierta fama como compositor. Se desconocen las circunstancias de Aguilar en Ica y no hay prueba documental que la exclaustración fuese aceptada o que abandonase el convento de Ica.
En 1837 regresó a Lima y a partir del 1.º de agosto aparece en el Libro de Cuentas:

Lima. Comunicación de fray Manuel Rojas, de la prelacía del convento de  San  Agustín,  al  Arzobispo  de  Lima,  sobre  la  necesidad  de  tener  en  el  templo  como  maestro de capilla al hermano fray Cipriano de Aguilar, que se encuentra como conventual de la orden en Ica, pidiendo se ordene al prelado en Ica que se le pague lo que se le debe de sus mesadas, a fin de pasar a servir a Lima sin inconvenientes.
1544. XXIII:44, 1837

Aguilar aparece en los libros de cuentas de 1837 a 1841, que confirman en ese último año que Aguilar seguía siendo maestro de capilla. Para entonces, era fray Juan Berdejo el que se encenagaba de la educación de los niños de la academia de música y Aguilar se dedicaba solamente al magisterio de la capilla de música. No se han encontrado los libros de cuentas de 1842 a 1854, por lo que no hay más información de la actividad de Aguilar. Su discípulo José Bernardo Alzedo señaló que Aguilar seguía activo en 1845, lo que resulta ser la última noticia que se tiene de él. En ese momento ya tenía 75 años, por lo que se supone que fallecería poco después en Lima, donde había pasado la mayor parte de su vida.

## Obra
Su estilo musical es clasicista, típico del siglo XVIII europeo. Se aprecian influencias de la estética de Haydn en las composiciones litúrgicas de Aguilar.
Se sabe que escribió música profana, ya que el 14 de noviembre de 1836 estrenó en Lima su Sinfonía a toda orquesta, bajo la dirección de Manuel Rodríguez. Además se conserva un Trío para violín, flauta y bajo continuo, y Marcha Nacional, una canción patriótica. De su música sacra no se han conservado más que unas pocas obras, de una obra que debía ser considerable. Se conserva un Misa a tres voces; Regem cui, un oficio de difuntos; Vigilia, a cuatro y a ocho voces, con acompañamiento y bajo continuo; Qué fervor podrá ser suficiente, un villancico a tres voces y acompañamiento; y A Jesucristo adoremos, un motete a dos voces y acompañamiento.